# Charaxes lydiae
Charaxes lydiae är en fjärilsart som beskrevs av Holland 1917. Charaxes lydiae ingår i släktet Charaxes och familjen praktfjärilar. Inga underarter finns listade i Catalogue of Life.